# Masato Fukui
Masato Fukui (japanisch 福井 理人 Fukui Masato; * 14. November 1988 in Kurayoshi) ist ein ehemaliger japanischer Fußballspieler.

## Karriere
Fukui erlernte das Fußballspielen in der Schulmannschaft der Tottori Chuo Ikuei High School und der Universitätsmannschaft der Nippon-Bunri-Universität. Seinen ersten Vertrag unterschrieb er 2011 bei Gainare Tottori. Der Verein spielte in der zweithöchsten Liga des Landes, der J2 League. Danach spielte er für Home United FC, FK Sutjeska Nikšić, KF Tirana, KF Skënderbeu Korça und KS Kamza.